# Xiteje de la Reforma
Xiteje de la Reforma es una localidad de México localizada en el municipio de Tula de Allende en el estado de Hidalgo.

## Geografía
Se encuentra en la región geográfica del Valle del Mezquital. Le corresponden las coordenadas geográficas 20° 08’ 31.794” de latitud norte y 99° 29’ 04.811” de longitud oeste, con una altitud de 2333 m s. n. m. Cuenta con un clima templado subhúmedo con lluvias en verano, de menor humedad.
En cuanto a fisiografía se encuentra en la provincia de la Eje Neovolcánico, dentro de la subprovincia de Llanuras y Sierras de Querétaro e Hidalgo; su terreno es de lomerío. En lo que respecta a la hidrografía se encuentra posicionado en la región del Pánuco, dentro de la cuenca del río Moctezuma, en la subcuenca del río Rosas.

## Demografía
En 2020 registró una población de 849 personas, lo que corresponde al 0.74 % de la población municipal. De los cuales 416 son hombres y 433 son mujeres.
| Gráfica de evolución demográfica de Xiteje de la Reforma entre 1940 y 2020                   |
|                                                                                              |
| Población de los censos y conteos del Instituto Nacional de Estadística y Geografía (INEGI). |